# Mammillaria sempervivi
Mammillaria sempervivi ist eine Pflanzenart aus der Gattung Mammillaria in der Familie der Kakteengewächse (Cactaceae). Das Artepitheton sempervivi bedeutet ‚immerlebend‘.

## Beschreibung
Mammillaria sempervivi wächst zuerst nur einzeln, später auch Gruppen bildend mit großer Pfahlwurzel. Die Triebe ragen dabei kaum über die Bodenoberfläche heraus. Sie sind abgeflacht kugelig bis niedergedrückt kugelig, trüb graugrün und 7 bis 10 Zentimeter im Durchmesser groß. Die pyramidal geformten Warzen sind fest und führen reichlich Milchsaft. Die Axillen sind wollig. Die 2 bis 3 Mitteldornen sind kräftig, rötlich braun bis schwarz, im Alter etwas vergrauend und 4 Millimeter lang. Die 2 bis 6 Randdornen sind meist nur im Neutrieb zu beobachten. Sie sind weiß, etwas borstenartig und bis zu 3 Millimeter lang.
Die trichterigen Blüten ragen kaum über die Warzen hinaus. Sie sind trübweiß bis hellgelb und messen 1 Zentimeter im Durchmesser wie auch in der Länge. Die keulig geformten Früchte sind rot. Sie enthalten braune Samen.

## Verbreitung, Systematik und Gefährdung
Mammillaria sempervivi ist in den mexikanischen Bundesstaaten San Luis Potosí, Nuevo León, Guanajuato und Querétaro verbreitet.
Die Erstbeschreibung erfolgte 1828 durch Augustin-Pyrame de Candolle. Nomenklatorische Synonyme sind Cactus sempervivi (DC.) Kuntze (1891) und Neomammillaria sempervivi (DC.) Britton & Rose (1923).
In der Roten Liste gefährdeter Arten der IUCN wird die Art als „Least Concern (LC)“, d. h. als nicht gefährdet geführt.

## Nachweise